# Rodolfo III da Borgonha
Rodolfo III de Borgonha (? – Lausana, 5 de Setembro de 1032) foi rei da Borgonha desde 996 até à sua morte. Devido ao facto de não ter filhos fez um acordo com o imperador Henrique II do Sacro Império Romano-Germânico, no ano de 1018 que era dito que lhes daria, depois da sua morte as terras do condado a ele ou à sua descendência. Fato que veio a acontecer com Conrado II.